# 島根ワイナリー
島根ワイナリー（しまねワイナリー、英: Shimane Winery）は、島根県出雲市大社町菱根にあるワインメーカー。

## 概要
島根県の特産品であるぶどう栽培では、1955年（昭和30年）代に、山陰の地域特性でもある長雨で生ずる烈果や生理障害等が発生した。その対策のため、ぶどう加工施設の整備が求められ、前身の島根ぶどう醸造が誕生した。その後、1980年～1981年（昭和55年～昭和56年）、特産果樹である島根ぶどうの地ワインに地元食材（島根牛、島根米等）である農畜産物の総合宣伝の拠点として建設された。2001年（平成13年）からは「出雲駅伝」の第5中継所としても使用されている。2008年（平成20年）7月には、奥出雲町（旧横田町)に自社農園「横田ヴィンヤード」を開園。赤ワイン種のカベルネ・ソーヴィニヨン、白ワイン種のシャルドネを栽培している。

## 沿革
- 1959年（昭和34年）8月 - 前身の島根ぶどう醸造を設立
- 1986年（昭和61年） - 島根ワイナリーに名称変更し、現在地に移転新築
- 2008年（平成20年）7月 - 奥出雲町（旧横田町)に自社農園「横田ヴィンヤード」を開園

## 施設情報
- 敷地面積 - 48,406m2（ぶどう栽培実証園7,719m2含む）
- 建物面積 - 7,463m2
- 駐車場 - 自家用車350台、バス25台
- 栽培・醸造責任者 - 足立篤
- 年間生産量 - 約65万本
- ぶどう畑 - 自社畑1.5ヘクタール、契約畑21ヘクタール[3]

## 利用情報
ワイン醸造館
- 休館日 - なし（年中無休）
- 開館時間 - 午前9時30分〜午後4時30分
- 入館料 - 無料

試飲即売館 バッカス
- 休館日 - なし（年中無休）
- 開館時間 - 午前9時30分〜午後5時
- 入館料 - 無料

バーベキューハウス シャトー弥山
- 定休日 - なし（年中無休）
- 営業時間 - 午前10時30分〜午後6時30分（6月〜9月の期間は午後7時30分）
- 席数 - 最大500席

ビストロ&カフェシャルドネ
- 定休日 - 不定休
- 営業時間 - 午前10時30分〜午後4時
- 席数 - 64席[4]

## 受賞歴
「日本ワインコンクール（Japan Wine Competition）」
- 第17回 2019年（令和元年）金賞受賞[6]
  - 甲州、部門最高賞・コストパフォーマンス賞「島根ワイン 緑結 甲州 2018」

## 交通アクセス
- 鉄道
  - JR西日本山陽本線 - 出雲市駅よりタクシー約10分
  - 一畑電車大社線 - 浜山公園北口駅より徒歩約15分（施設への距離としては当駅が最寄りの鉄道駅である）
- 路線バス
  - 一畑バス - 出雲市駅より島根ワイナリー下車約20分

## ギャラリー
- ワイン醸造館とウェルタ（2015年9月11日撮影）
- 試飲即売館の館内（2015年9月11日撮影）
- 試飲即売館の試飲ワイン（2015年9月11日撮影）